# Кадаризм

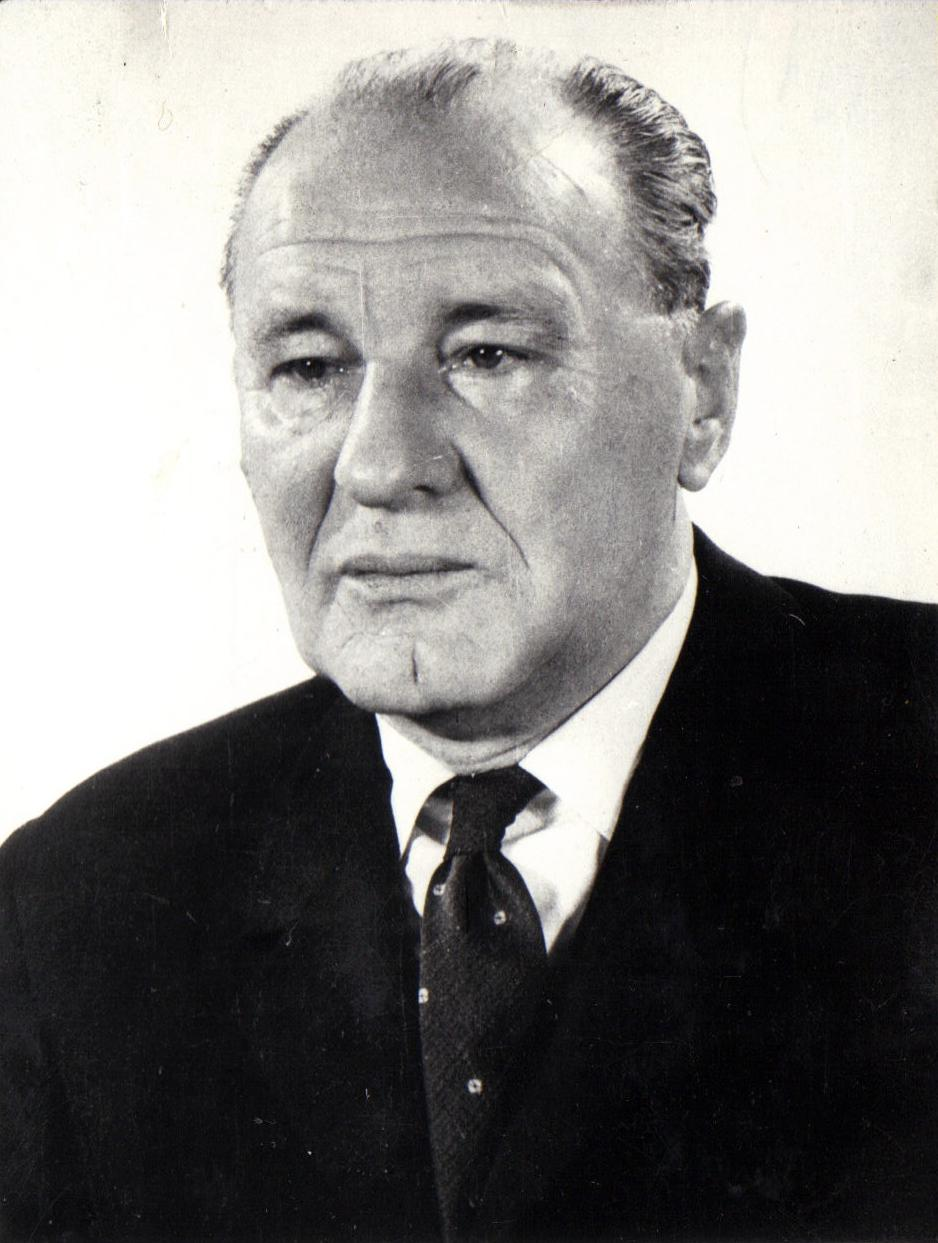
Янош Кадар — «батько» гуляш-комунізму

«Кадари́зм» (угор. Kádárizmus «угорський соціалізм», «гуляш-комунізм», угор. gulyáskommunizmus) — поширена назва політичного режиму в Угорській Народній Республіці в 1960-ті — 1989 роки. В першу чергу пов'язано з ім'ям першого секретаря Угорської соціалістичної робітничої партії Яноша Кадара.

## Економіка

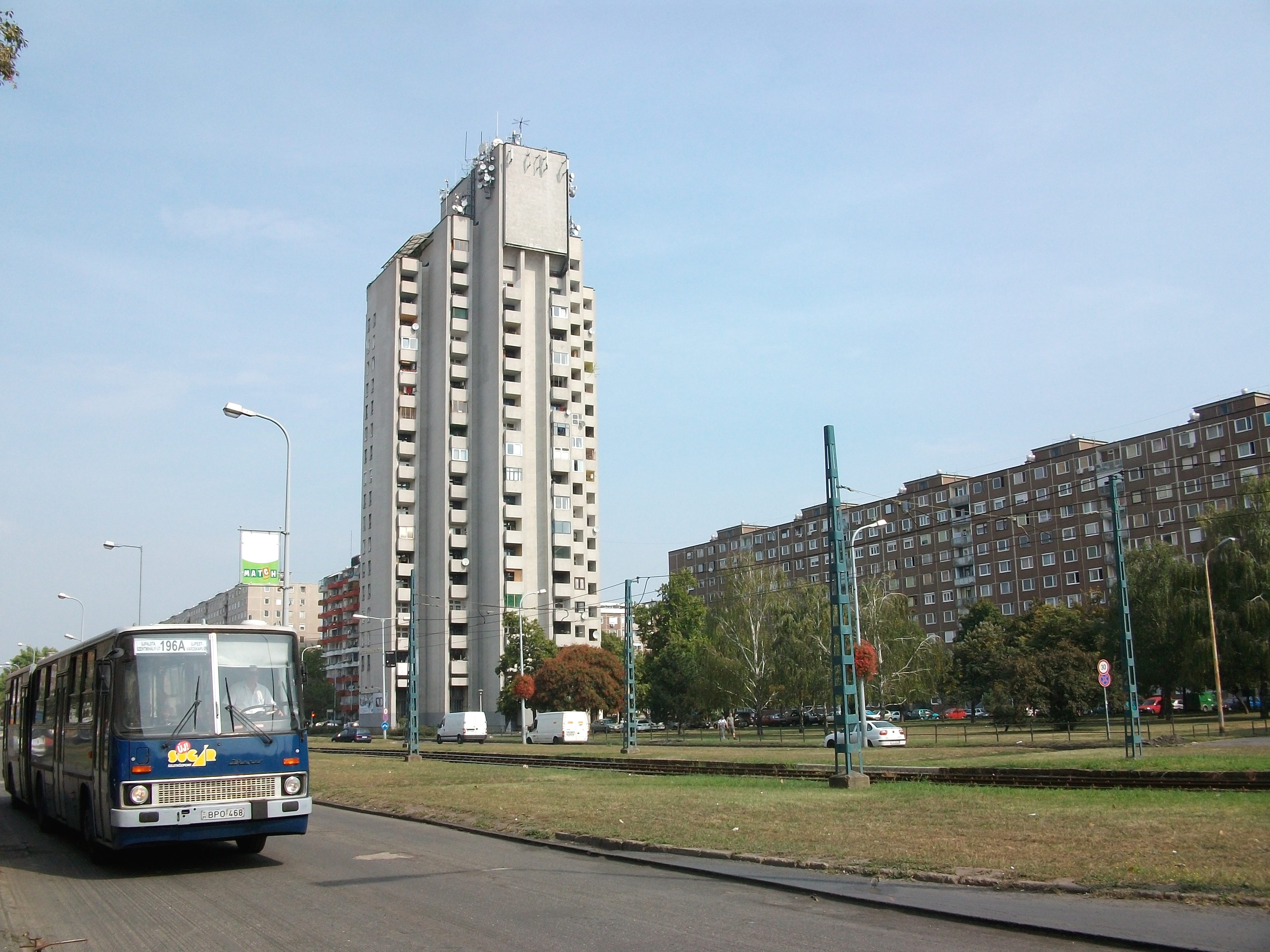
Спадщина соціалістичної системи в 2009 році — автобус «Ikarus», панельні будинки і мікрорайон «Újpalota» в Будапешті

Основною відмінністю економіки Угорської Народної Республіки від економіки інших країн радянського блоку була наявність елементів ринкової економіки, що стало можливим в результаті економічних реформ уряду Яноша Кадара, керував якими Режьо Ньерш.
З 1968 року в Угорщині було введено принципово новий для країн соцтабору економічний механізм, який передбачав відмову від централізованого планування та передачу права на складання планів самим підприємствам. Було заявлено: отримавши фінансову самостійність, державні підприємства змогли самі відкривати свої філії і збувати свою продукцію.
Угорська економіка найменше серед економік країн соцтабору страждала від зрівнялівки в оплаті праці. До середини 1970-х років національна грошова одиниця Угорщини форинт досяг рівня практично повної конвертованості (згодом повна конвертованість не була досягнута через кризу на світових ринках енергоносіїв 1979 року).
В роки керівництва Угорщиною Яношем Кадаром країна вийшла на перше місце в Європі по виробництву пшениці та м'яса з розрахунку на душу населення, і на друге — за кількістю яєць. На відміну від більшості країн соціалістичного табору, споживчий ринок в Угорщині практично не страждав від дефіцитів товарів народного споживання. Власне назва «гуляш-комунізм» виникло в Угорщині у зв'язку з тим, що свою національну м'ясну страву — гуляш — угорці могли собі дозволити практично щодня.
З кінця 1970-х років в Угорщині почалося поступове зниження темпів економічного зростання і, як наслідок, життєвого рівня її громадян. Багато хто був упевнений, що кадаризм, що базувався на державно-кооперативної власності, вичерпав себе. Епоха кадаризму закінчилася в 1989 році в результаті демократичних реформ в Угорщині.
Однак, не варто забувати, що економічний добробут соціалістичній Угорщині в великій мірі залежав від іноземних кредитівчиїх? і пільгових цін на радянські енергоносії. Значної шкоди економіці Угорщини завдала нафтова криза 1973 року, яка призвела до різкого стрибка цін на нафту. До 1987 року борг Угорщини західним кредиторам склав 17,8 мільярда доларів, до 1990 року ця цифра зросла до 21 мільярда. Зрештою в другій половині 1980-х років Угорщина опинилася на порозі дефолту, її вступ в 1983 році в клієнти Світового банку тільки прискорив цей процес (втім, у Польщі дефолт за західними боргами до того моменту вже стався). Економічні проблеми сприяли зниженню рівня життя, і як наслідок, — зниження народжуваності. Угорщина стала першою соціалістичною країною (і другою в світі після ФРН), яка зіткнулася з проблемою природного спаду населення.

## Думки про кадаризм
Західні журналісти неодноразово запитували Кадара про впровадження настільки сміливих, практично капіталістичних методів, в економіці Угорської народної республіки, на що той незмінно відповідав, що це «соціалістичні ринкові методи».
Зафіксовано, що багато угорців ностальгують по часах правління Кадара. Під час одного з опитуваньджерело? 77 % опитаних заявили, що вони невдоволені демократією в Угорщині. Більш ніж 50 % опитаних сказали, що країні потрібний сильний лідер, а не демократичний уряд. 72 % опитаних сказали, що зараз їм живеться набагато гірше, ніж при кадарівському режимі. При цьому лише 46 % схвалюють ринкову економіку (у 1991 році, за статистикою, таких було 80 %). Усі ці цифри вищі, ніж будь-де в усій Східній Європі. 75 % угорців вважають Яноша Кадара кращим главою держави в його історії, причому число людей, солідарних з цією думкою, росте з кожним роком.